# Autowerkstatt

Autowerkstatt um 1920

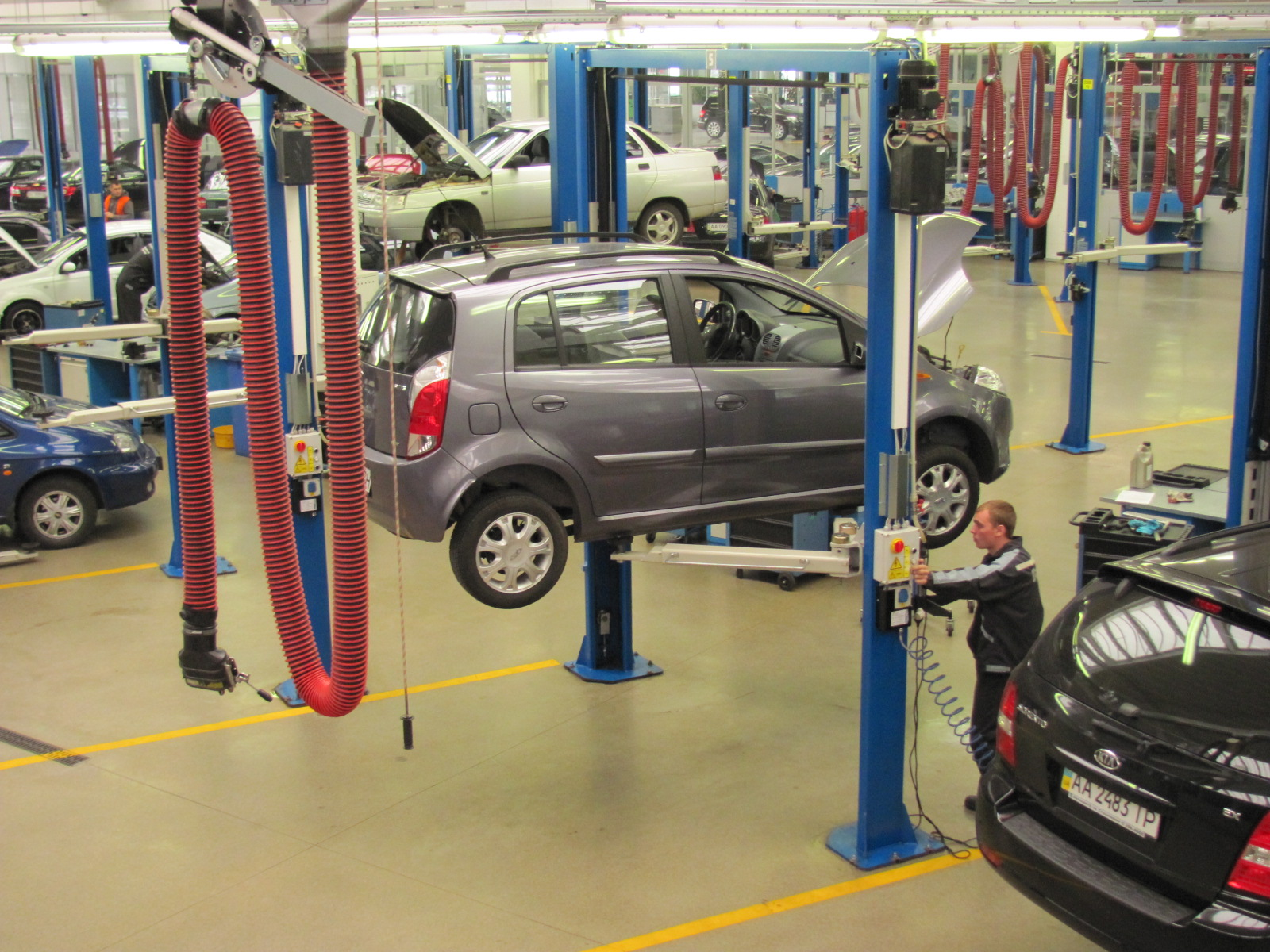
Moderne Autowerkstatt in der Ukraine

Eine Autowerkstatt ist ein handwerklicher Betrieb, der Reparaturen an Kraftfahrzeugen (Deutschland, Österreich) bzw. Motorfahrzeugen (Schweiz) durchführt und für die Abwicklung von Gewährleistungs- und Garantieansprüchen sorgt. In Deutschland wird sie als Kfz-Werkstatt, in Österreich als Kfz-Werkstätte, in Belgien, Österreich, Südtirol und der Schweiz als Garage bezeichnet. Weiter bietet sie vorbeugende Service-Arbeiten sowie Beratung und technische Überprüfungen von Fahrzeugen an, wie beispielsweise die Kfz-Inspektion (Deutschland) oder den Service (Schweiz).

## Geschichte
Die Geschichte der Autowerkstatt ist so alt wie die Geschichte des Automobils.
In Deutschland organisierte und strukturierte der 1909 gegründete Zentralverband Deutsches Kraftfahrzeuggewerbe die Kfz-Werkstätten.

## Marktentwicklung
Der Markt für Reparaturwerkstätten teilt sich in die beiden großen Gruppen der so genannten markengebundenen (das heißt von Fahrzeugherstellern autorisierten) und der freien Werkstätten.
Laut dem aktuellen DAT-Report 2012 existierten in Deutschland im Jahr 2011 38.000 Kfz-Service-Betriebe. Dabei handelt es sich um 17.600 Markenbetriebe und 20.400 nicht markengebunden Kfz-Betriebe. In den letzten Jahren ist die Gesamtzahl der Werkstätten rückläufig; 2004 gab es noch 41.700 Kfz-Werkstätten.

### Markengebundene/Freie Werkstätten
Rückläufig ist die Zahl der markengebundenen Unternehmen. Deren Zahl hat sich in Deutschland von 2004 bis 2011 von 20.120 auf 17.600 verringert. Eine Verlagerung der Zahlen zugunsten der freien Werkstätten hat sich vor allem durch die Verkleinerung der Servicenetze ergeben, die so gut wie alle Fahrzeughersteller und Importeure in den letzten Jahren vorgenommen haben. Viele Vertragswerkstätten sind Teil eines Autohauses; viele größere Unternehmen betreiben auch eine Tankstelle oder eine Autowäsche sowie den Verkauf von Neuwagen und/oder Gebrauchtwagen.
Während im Segment der Markenbetriebe seit längerem ein Trend zu wirtschaftlich größeren Einheiten festzustellen ist, handelt es sich bei den freien Werkstätten in der Regel um kleinere, inhabergeführte Betriebe, die in ihrem lokalen Umfeld fest verwurzelt sind. Zwar bekommen markengebundene Servicebetriebe seitens der Marke Unterstützung in den Bereichen technische Informationen, Teilehandel, Schulungen etc., doch bieten – vermehrt seit Mitte der 1990er Jahre – Werkstattsysteme den freien Werkstätten diese Leistungen bei gleichzeitigem Nutzen eines eigenen Mehr-Marken-Profils. Getragen werden die Werkstattsysteme durch den Teilegroßhandel bzw. die Fahrzeugteileindustrie.
Während sich die markengebundenen Werkstätten in ihrem Leistungsspektrum lange Zeit auf einen Fahrzeughersteller konzentriert haben, waren die freien Werkstätten schon immer für alle Fahrzeugtypen und Marken offen. Diese Flexibilität zahlt sich gerade in wirtschaftlich schwierigen Zeiten aus. Zunehmend ist deshalb auch erkennbar, dass markengebundene Werkstätten eine Zweitmarke – oder ein Werkstattsystem als Zweitmarke hinzunehmen. Seit Inkrafttreten der Kfz-GVO 1400/2002 sind in der Europäischen Union Fahrzeughersteller darüber hinaus verpflichtet, ihre Fahrzeugdaten auch an andere Marktteilnehmer weiterzugeben, um den Wettbewerb zu stärken.
Freie Werkstätten sind teilweise Franchise-Unternehmen oder Marketing-Ketten angeschlossen. Diese Ketten bezeichnet man auch als Werkstattsysteme oder Werkstattkonzepte.

### Werkstatt-Service
Der Service einer Werkstatt umfasst die Dienstleistungen Inspektion (unterschieden wird in große und kleine Jahresuntersuchungen), Hauptuntersuchung (TÜV) nach § 29 StVZO, Achsvermessung, Ölwechsel, Bremsen-Service, Klimaanlagen-Service inkl. Hygiene-Wartung, Glasservice, Autoelektrik, Stoßdämpfer, Batterieservice sowie Auspuffservice. Zu den Wartungs-Services kommen jegliche Arten von Reparaturen hinzu. Hierfür werden oft markengebundene Betriebe aufgesucht.
Kleine Inspektionen variieren nach Hersteller und werden deshalb auch meist anders bezeichnet. Oft umfasst diese neben der Untersuchung kleinerer Mängel nur den Ölwechsel sowie die Prüfung der Scheibenwischanlage, des Luftfilters und der Bremsen.
Eine große Inspektion ist deutlich umfangreicher. Hier werden Motor, Abgassystem, das Getriebe, die Achsen sowie die Karosserie, Elektrik und die Räder mit Reifen geprüft. Bei VW umfasst die große Service-Inspektion beispielsweise 34 Positionen. In der Regel findet ein großer Service alle ein bis zwei Jahre oder alle 15.000 bis 40.000 Kilometer statt.
Bei freien Werkstätten hingegen erfolgt ein (Jahres-)Service, die Reparatur und Instandsetzung der Fahrzeuge auch markenübergreifend und um einiges individueller.
Oft sind dem Verbraucher nicht alle Services sowie die Umfänge der einzelnen Inspektionen bekannt. Vor allem im Bereich der Klimahygiene wird innerhalb der Inspektion nicht nach dem aktuellen Stand der Technik – nach VDI 6032 – gewartet.
Oft werden zum Beispiel aufgrund von nicht eindeutigen Vorgaben und aus Kostengründen unzureichende Filterqualitäten ohne Aktivkohlefilter verwendet. Diese erfüllen nicht die notwendigen Anforderungen. Der unwissende Autofahrer geht allerdings von einem hochwertigen und sauberen Service aus. In der Realität wird aber fast überall ein frischer Pollenfilter in eine kontaminierte Filterbox geschoben.

### Berufsbilder
Die Ausbildungsberufe, die in einer Autowerkstatt benötigt werden, sind unter anderem Kfz-Mechatroniker (Deutschland) bzw. Automobil-Mechatroniker (Schweiz), Mechaniker für Karosserieinstandhaltungstechnik (Deutschland), Karosseriebauer (Spengler) und Sattler. Der Betreiber einer Autowerkstatt wird in der Schweiz als Garagist bezeichnet.
Außerdem besteht in Deutschland ein Meisterzwang und damit ist ein Meister der Kfz-Werkstatt als verantwortlicher Werkstattleiter notwendig, u. a. da Arbeiten an sicherheitsrelevanten Systemen oder Arbeiten mit gefährlichen Stoffen (Chemikalien, Gase, Airbags etc.) nur unter Federführung eines entsprechenden Meisters durchgeführt werden dürfen. Berufsabschlüsse der genannten Gewerke als Geselle reichen dazu nicht.

### Abrechnung
In Deutschland muss die Abrechnung der Leistungen nach konkreter Arbeitszeit und verbrauchtem Material erfolgen. Eine pauschalierte Abrechnung nach den Arbeitszeitwerten beziehungsweise Richtzeiten der Autohersteller ist grundsätzlich nicht rechtmäßig.
Bei größeren Reparaturen ist die Erstellung eines Kostenvoranschlags möglich. Er kann seitens der Werkstatt angeboten oder vom Kunden angefordert werden.

### Ausstattung
Zur Ausstattung einer Kfz-Werkstatt gehören neben verbreiteten allgemeinen Werkzeugen wie Schraubenziehern, Schraubenschlüsseln, Zangen und Hämmern unter anderem Hebebühne, Bremsenprüfstand, Scheinwerfereinstellgerät, Diagnosegeräte/-vorrichtungen (elektronisch, chemisch, mechanisch), Bremsenentlüftungsgerät (meist elektropneumatisch), Standpresse (hydraulisch), Achsvermessungsstand, Klimaanlagenservicegerät, Reifenmontiermaschine und Auswuchtmaschine.
Während in Deutschland früher Ölabscheideanlagen für den Betrieb einer Kfz-Werkstatt vorgeschrieben waren, wird seit Anfang der 2000er-Jahre entsprechend der Abwasserverordnung, Anhang 49 „Mineralölhaltiges Abwasser“, nach Möglichkeit ein abwasserfreier Betrieb („trockene Werkstatt“) bevorzugt. Kein eigener Abscheider wird benötigt bei Trockenreinigung der Werkstatt oder Reinigung mit Bodenreinigungsgerät (die anfallenden Rückstände sind als gefährlicher Abfall zu entsorgen), Montagegruben ohne Entwässerung (Schadstoffeintrag von z. B. Altöl unzulässig) und Einleitung von Abwasser von Handwaschbecken.

### Abfallmanagement
Das Kfz-Gewerbe gehört zu den Branchen mit einer vergleichsweise hohen Zahl an Arbeitsunfällen. Eine von vielen Ursachen dafür ist die falsche Handhabung oder Lagerung von brennbaren, explosionsfähigen Flüssigkeiten wie Kraftstoffen, Frostschutzkonzentraten oder Bremsenreinigern. Umso bedeutsamer wird die Schaffung einer Präventionskultur, eines Sicherheitsbewusstseins bei den Beschäftigten und der verpflichtend durchzuführenden Gefährdungsbeurteilung für jeden Arbeitsplatz. Organisatorische und persönliche Maßnahmen schließen auch die sichere Lagerung und Entsorgung von gefährlichen Abfällen ein. Dazu gehören typischerweise Altöl, ölverschmutzte Betriebsmittel, Ölfilter, Brems- und Kühlflüssigkeiten, Lösemittel, Emulsionen, Bleibatterien und – durch den Vormarsch der Elektromobilität – zunehmend auch (defekte) Lithium-Ionen-Batterien. Deren Abfallmanagement müssen Werkstätten nach dem Kreislaufwirtschaftsgesetz (KrWG), der Abfallbeauftragtenverordnung (AbfBeauftrV) und der Nachweisverordnung (NachwV) organisieren.

## Begriffsabgrenzung
Neben den Marken- oder Freien Autowerkstätten haben sich Tuning-Werkstätten auf die technische und optische Veränderung von Fahrzeugen in Übereinstimmung mit dem Hersteller oder nach Kundenwunsch spezialisiert. Der Begriff „Tuning“ wird dabei eher neueren Fahrzeugen zugeordnet (ab ~1980er-Jahre bis heute), wohingegen die Veränderung von Oldtimern häufig mit dem Begriff „Customising“ (engl.: Customer = Kunde) beschrieben wird, wobei die Übergänge nicht exakt abzugrenzen sind.
Da der Begriff des Tunings häufig mit minderwertigen oder (aus heutiger Sicht) optisch fragwürdigen Veränderungsmaßnahmen der 1980er- und 1990er-Jahre in Verbindung gebracht wird, nennen sich Tuning-Werkstätten im PKW/SUV-Bereich euphemistisch auch „Fahrzeug-Veredler“, um die Hochwertigkeit heutiger Umbauten zu unterstreichen. Spezialbetriebe für die Umbauten von Motorrädern legen häufig Wert auf die Herausstellung der Nähe ihres Gewerkes zur Technik und zum Handwerk (siehe z. B. Thunderbike).